# Brasiliens damlandslag i vattenpolo
Brasiliens damlandslag i vattenpolo (portugisiska: Seleção Brasileira de Polo Aquático Feminino) representerar Brasilien i vattenpolo på damsidan. De brasilianska damerna har tagit brons fyra gånger i vattenpolo vid panamerikanska spelen.

## Resultat

### Världsmästerskap
- 1991 – 8:e
- 1994 – 11:e
- 1998 – 10:e
- 2001 – 10:e
- 2003 – 12:e
- 2007 – 10:e
- 2011 – 14:e
- 2013 – 14:e
- 2015 – 10:e

### Panamerikanska spelen
- 1999 –  Bronsmedalj
- 2003 –  Bronsmedalj
- 2007 – Fyra
- 2011 –  Bronsmedalj
- 2015 –  Bronsmedalj

### Fotnoter
1. ↑  Tim Hartog (15 juli 2015). ”USA women claim 4th straight Pan American Games gold” (på engelska). Water Polo World. Arkiverad från originalet den 17 juli 2015. https://web.archive.org/web/20150717100219/http://www.waterpoloworld.com/News/tabid/169/ArticleId/8726/USA-women-claim-4th-straight-Pan-American-Games-gold.aspx. Läst 16 juli 2015.